# Soledad Alvear
Pour les articles homonymes, voir Alvear.
María Soledad Alvear Valenzuela (née le 17 septembre 1950 à Santiago du Chili), est une avocate et femme politique chilienne (Concertation des partis pour la démocratie).
De 1991 à 1994, elle est ministre d'État et ministre des Femmes, de 1994 à 1999 ministre de la Justice de 1994 à 1999 puis de 2000 à 2004 ministre des Relations extérieures.
Elle est élue en 2005 sénatrice de la région métropolitaine de Santiago et est présidente du Parti démocrate-chrétien de 2006 à 2008.